# Katynmassakren
Katynmassakren var sovjetiske styrkers masselikvidering af polakker. Massakren begyndte den 4. april 1940 under 2. verdenskrig i Katyn, der ligger 22 km fra Smolensk. Det antages, at der i alt blev dræbt mellem 15.000 og 20.000 i Vestsovjetunionen. Ca. 8.000 var officerer i den polske hær, og resten blev beskyldt for at være gendarmer, spioner, landejere, fabriksejere, præster eller advokater. Massakren udslettede store dele af den polske intelligentsia.
Efter den tyske invasion af Polen den 1. september 1939 fulgte Sovjetunionen hurtigt efter for at sikre sig dens rettigheder i Molotov-Ribbentrop-pagten. Under den sovjetiske invasion blev der taget mellem 250.000 og 450.000 fanger, men hovedparten blev hurtigt løsladt. De andre blev interneret i krigsfangelejre i det vestlige USSR. Den 5. marts 1940 besluttede det sovjetiske politbureau med Stalin i spidsen, at 25.700 krigsfanger skulle henrettes. Ordren var underskrevet af Stalin, Molotov, Vorosjilov og Mikojan. Henrettelserne begyndte den 4. april og blev gennemført hver nat i lang tid. Den første nat førtes 390 til henrettelse, men det viste sig, at det var svært at nå så mange på en nat, så derefter blev kun 250 henrettet hver nat. Henrettelserne foregik meget metodisk. En mand i håndjern på blev ført ind i en celle og blev skudt i baghovedet. Derefter blev han bragt ud i en ventende lastbil, og den næste blev ført ind i cellen osv.
Ironisk nok brugte de sovjetiske drabsmænd tyske pistoler af typen Walther, fordi de var mere pålidelige end de sovjetiske standardhåndvåben. Men selv de tyske våben blev slidt efter så megen brug, og et vidne mindedes, at morderne medbragte en kuffert med reservevåben. De, der blev dræbt i Katyn-skoven, kom fra Kozelsk-lejren. Et vidne, der var elleve år i 1940, huskede, at hun så polakkerne i jernbanevogne på et sidespor ved Gnezdovo-stationen, kun få kilometer fra skoven. Hendes onkel, der var officer i NKVD, havde sluppet sine niecer ind i det forbudte område. "Polakkerne vinkede og sagde hej til os fra vognene. Det var unge i militæruniform. Jeg kan stadig huske, hvor flotte de var." Nina Vojevodskajas historie bekræftes af, at polakkerne havde fået mad på toget og blevet vaccineret mod sygdom. Hvem bekymrer sig om at vaccinere nogen, der skal henrettes? Polakkerne troede derfor, de skulle til en arbejdslejr, men fra Gnezdovo-stationen blev de kørt i grupper i NKVD-lastbiler ind i skoven. Snart opdagede lokalbefolkningen, hvad der skete. Bonden O. Kiseljov fortalte om tyskerne i 1943: "I fire-fem uger i foråret 1940 kørte tre-fire lastbiler hver dag til skoven, lastet med mennesker. Jeg kunne høre skud og skrig af mandsstemmer. Hvor jeg boede, var det ingen hemmelighed, at polakker blev skudt af NKVD." Man ved ikke, hvorfor polakkerne ikke først blev skudt i fængslet og derefter fragtet til Katyn for at begraves. Grunden kan være, at området var indhegnet, fordi det havde været sikkerhedszone i nogle år – og fordi der i skoven lå et lille hus, NKVD kunne benytte som base. Så kan de have ment, at de lige så godt kunne skyde polakkerne lige ved graven.
Antal dræbte beregnes til 21.857, hvoraf ca. 15.000 var krigsfanger. Af dem blev 4.421 henrettet og begravet i Katyn. I 1990 indrømmede Mikhail Gorbatjov, at der fandtes arkivmateriale i Kreml, som beviste, at Sovjetunionen stod bag massakren. 14. oktober 1992 overleverede Boris Jeltsin sagens hemmeligstemplede dokumenter til Lech Walesa som led i en forsoning med Polen.

## Massakren opdages
De første spor efter massakren blev fundet af polske jernbanearbejdere i 1942. Det var dog først i april 1943 at massakren blev kendt, da den tyske værnemagt fandt en massegrav i skoven ved Katyn. Goebbels omtalte fundet af massegraven i sin dagbog den 9. april 1943. For at skabe splid mellem Sovjetunionen, Polen og Vestmagterne fremsatte Radio Berlin to dage senere beskyldninger om en massakre, begået af Sovjetunionen. Samtidigt blev der nedsat en kommision med repræsentanter fra en række lande, der skulle verificere, at det var Sovjet, der stod bag massakren. Stalin afviste dog at det var tilfældet, og den 25. april 1943 afbrød Sovjetunionen de diplomatiske forbindelser med Polens eksilregering, begrundet i denne regerings ønske om at skade Sovjetunionen. Molotov, der havde været medunderskriver af dødsdommene over de polske officerer, var også underskriver af kritikken af eksilregeringens adfærd i sagen. Efter at tyskerne i september 1943 blev tvunget tilbage fra Katyn, satte Sovjet deres egen undersøgelse i gang. Den nåede frem til, at det var tyskerne, som stod bag massakren. Allerede den 24. maj havde Anthony Eden modtaget en rapport, der sandsynliggjorde, at tyskerne havde fundet bevis for en massakre, begået allerede i 1940, men for ikke at skade forholdet til Sovjetunionen, gjorde den britiske regering ikke noget for at finde frem til sandheden, selv om de faktiske forhold var alment kendte i den polske befolkning. Winston Churchill, der var informeret om indicierne i sagen, var stærkt bekymret over amerikanernes reaktion, men forelagde dog sagen for Franklin D. Roosevelt, men nogen officiel reaktion fra denne kom aldrig.

## Nürnberg-processen
Efter krigen blev ti tyske officerer dømt af en sovjetisk domstol for at have stået bag massakren. Under Nürnbergprocessen prøvede den amerikanske chefanklager at få sin sovjetiske modpart til at henlægge sagen, men det mislykkedes. Russerne begyndte tværtimod at instruere vidner til at aflægge falsk forklaring. Den sovjetiske chefanklagers assistent juristen Zorija var i tvivl om sandheden i materialet han skulle lægge frem i sagen. Zorija var allerede degraderet i 1939, da han havde røbet, at der var fejlagtige udsagn i en sag, han var anklager i. Når det gjaldt Katyn-sagen, bad han om at måtte tage tilbage til Moskva for at diskutere den med Gorsjenskij, leder af den sovjetiske anklagemyndighed. Det fik han ikke lov til, og allerede næste dag, 23. maj 1946, blev Zorija fundet død på sit værelse. Nogen nøjagtig dødsårsag blev ikke fundet, og tolken Stupnikova mente, at dødsfaldet var en "advarsel til vore jurister" om at "det er uacceptabelt at vakle". Hun undrede sig over, om han havde begået selvmord under pres. "Eller måske blev han bare skudt af en sovjetisk ekspert på den slags – Berijas drenge arbejdede i Nürnberg," forklarede hun.
I juli blev sagen formelt behandlet ved krigsforbryderdomstolen i Nürnberg. De to parter, Sovjetunionen og Tyskland, måtte hver indkalde tre vidner. På sovjetisk side var professor Viktor Prozorovskij, der påstod, at der ikke kunne herske tvivl om at polakkerne blev dræbt i efteråret 1941, mens dr. Markov, en bulgarsk medicinsk ekspert, som i 1943 havde udpeget russerne som de skyldige, nu udpegede tyskerne som gerningsmænd. Det tredje vidne var Boris Bazilevskij, der havde været viceborgmester i Smolensk. Han havde samarbejdet med tyskerne under krigen og var stærkt motiveret for at tækkes de nye magthavere. Han forklarede, at Mensjagin, som havde været borgmester i Smolensk, i efteråret 1941 havde fortalt ham, at de polske fanger var døde. Når det gjaldt om at få Mensjagin til at bekræfte dette, sagde de sovjetiske anklagere til retten, at han var flygtet til Vesten sammen med tyskerne og forsvundet. I virkeligheden vidste de udmærket, hvor Mensjagin befandt sig – nemlig indespærret i et sovjetisk fængsel, så han ikke kunne benægte Bazilevskijs forklaring. Mensjagin sad fra 1946 til 1951 i et af NKVDs interneringsfængsler, derefter nitten år i enecelle i Vladimir-fængslet uden kontakt med venner og familie. Også fængselsbetjentene havde stor respekt for denne mand, der sad indespærret i femogtyve år, fordi han ikke ville gå på akkord med sandheden. Bazilevskijs forklaring stod alligevel ikke til troende, dels fordi hans svar virkede udenadlærte, dels fordi han aldrig var blevet straffet af russerne, selv om han indrømmede at have kollaboreret med tyskerne.
Endnu mere farce opstod, da russerne ikke kunne bestemme sig for, hvilken tysk officer der skulle anklages. En "oberstløjtnant Arnes" var navngivet i Burdenko-rapporten, men det nærmeste man kom, var en der hed Ahrens, og ham kunne det ikke være. Sådan gik det til, at Katyn-sagen forsvandt fra listen over strafbare handlinger, som blev behandlet i Nürnberg. Ingen dom blev afsagt, og ingen blev nogensinde stillet til ansvar for drabene.

## Efter Nürnberg
Efter at forholdet mellem USA og Sovjetunionen var kølnet, nåede en amerikansk kommision i 1951-52 frem til, at det var sovjetiske styrker, der stod bag massakren. Først i 1990 indrømmede Mikhail Gorbatjov, at det var Sovjetunionen, der stod bag massakren. 14. oktober 1992 overleverede Boris Jeltsin sagens hemmeligstemplede dokumenter til Lech Walesa som led i en forsoning med Polen.

## Flystyrtet ved Smolensk 10. april 2010
Lørdag 10. april 2010 krævede Katynmassakren nye, polske ofre. De var på vej til Katyn-skoven for at mindes de polske officerer, der blev myrdet 70 år tidligere af Stalins hemmelige politi. Den polske præsident Lech Kaczynskis flyvemaskine styrtede ned ved indflyvningen til Smolensk. Alle om bord blev dræbt (også Polens topfolk, der ikke måtte benytte det samme fly). Flyet var et Tupolev Tu-154. Russiske myndigheder mener, at ulykken skyldes pilotfejl. Da der var tåge, blev flyet omdirigeret til Minsk, men piloten forsøgte alligevel at lande i Smolensk og ramte nogle træer 1,5 km fra landingsbanen.

## Eksterne kilder og henvisninger
1. ↑  Laurence Rees: Bak lukkede dører (s. 60-1), forlaget Schibsted, Oslo 2009, ISBN 978-82-516-2575-3
2. ↑  Jan T.Gross: Fear, forlaget Random House, New York 2006, ISBN 978-0-691-12878-8
3. ↑  Rees (2010), s. 184
4. ↑  Rees (2010), s. 186
5. ↑  Rees (2010), s. 188
6. ↑  Rees (2010), s. 192
7. ↑  Laurence Rees: Bak lukkede dører (s. 380-1)
8. ↑  Laurence Rees: Bak lukkede dører (s. 381-2)
9. ↑  Laurence Rees: Bak lukkede dører (s. 383)

- Wikimedia Commons har flere filer relateret til Katynmassakren
- DR2 Historie: Massakren i Katyn – 6. oktober 2006 Arkiveret 19. april 2015 hos  Wayback Machine
- Stammbaum von Stanislaus II August Poniatowski (polnisch)